# Iernut
Iernut là một thị xã thuộc hạt Mureș, România. Dân số thời điểm năm 2002 là 9440 người.